# Sergej Bunjatjenko
Sergej Kuzmitj Bunjatjenko (ryska:  Сергей Кузьмич Буняченко), född 5 oktober 1902 i byn Korovjakovka i Guvernementet Kursk, död 2 augusti 1946 i Moskva, var en rysk general. Han var en av deltagarna i ryska befrielserörelsen, generalmajor i Ryska befrielsearméns väpnade styrkor (februari 1945).

## Biografi
Bunjatjenko var bondeson. I april 1918 gick han frivilligt med i Röda armén. Han fick högsta utbildning vid Militärhögskolan i Kiev och vid M.V. Frunze militärhögskola (1935). Han deltog i bestraffningsaktioner i Ukraina under ryska inbördeskriget samt i kampen mot de så kallade basmatjerna (upprorsmän från de sydliga republikerna som till exempel Turkmenistan). Bunjatjenko anslöt sig till bolsjevikerna (medlem i kommunistpartiet från 1919).
Åren 1918–1920 tjänstgjorde Bunjatjenko i 1:a upproriska skytteregementet, 43:e och 365:e skytteregementena samt genomgick en kurs för infanterister. Åren 1924–1932 var han befälhavare i olika befattningar (från kompanichef till regementschef) i 9:e (11:e) Turkestans skytteregemente. Åren 1936–1942 var han med vid staberna för det 78:e särskilda regementet, 26:e och 39:e skyttedivisionerna, 26:e skyttekåren.
År 1937 uteslöts Bunjatjenko ur kommunistpartiet för kritiska uttalanden om kollektiviseringen, men han rehabiliterades sedan efter att ha erhållit en sträng varning. Han deltog i striderna mot japanerna vid sjön Chasan (1938) där han var biträdande stabschef i 39:e skyttekåren.
Vid tidpunkten för tyskarnas anfall mot Sovjetunionen i juni 1941 utnämndes han till stabschef för 26:e skyttekåren. Från 30 mars 1942 kommenderade han 389:e skyttedivisionen. Den 31 augusti 1942 arresterades han för att han inte hade fullföljt en order om att spränga en bro i trakten Mozdok-Tjervljonoje. Han fråntogs sitt befäl och överlämnades till en krigstribunal. Den 2 september 1942 dömde krigstribunalen för Kaukasusfrontens norra grupp honom till döden genom arkebusering, men domen ersattes med 10 år i läger och att straffet skulle börja avtjänas först efter krigsslutet.
Från och med den 7 oktober 1942 var Bunjatjenko befälhavare för 59:e brigaden. I november 1942 blev brigaden praktiskt taget utplånad och Bunjatjenko anklagades för sabotage. Man hann dock inte arrestera honom eftersom han den 5 december 1942 tillfångatogs av en rekognosceringsgrupp ur 2:a rumänska infanteridivisionen.
I juni 1943 lämnade han in ansökan om att få gå med i Ryska befrielsearmén (ROA) (som då ännu existerade på pappret) och undervisade i dess officersskola. Från september 1943 var han sambandsofficer vid staben för 7:e tyska armén (som kämpade mot den sovjetiska Västfronten).
Den 10 november 1944 utnämndes Bunjatjenko till chef för 1:a infanteridivisionen som löd under Kommittén för befrielsen av folken i Ryssland (KONR). Han ledde divisionen i strid mot den sovjetiska armén vid Oder och i Tjeckoslovakien (i Prag-området); genom sitt agerande 6–8 maj 1945 räddade han Prag från att ödeläggas av tyskarna och räddade tusentals civila från döden. Den 10–11 maj 1945 kapitulerade Bunjatjenko till amerikanerna men överlämnades den 15 maj till det sovjetiska kontraspionaget.
Vid rättegången gällande fallet ROA som genomfördes av högsta sovjets Militärkollegium dömdes Bunjatjenko (tillsammans med bland andra Andrej Vlasov) till döden genom hängning. Domen verkställdes den 2 augusti 1946.